# Station Basildon
Basildon is een spoorwegstation in Engeland. 